# Danainae
Le Danainae Boisduval, 1833, sono una sottofamiglia di Lepidotteri appartenenti alla famiglia Nymphalidae. Comprendono 60 generi e 504 specie.

## Distribuzione e habitat
La sottofamiglia è diffusa quasi esclusivamente nelle regioni tropicali o subtropicali, solo poche specie raggiungono le zone temperate. In Europa sono presenti Danaus plexippus e Danaus chrysippus; entrambe sono migratrici, la seconda dal 1990 probabilmente è residente anche in alcune località dell'Italia meridionale, della Sicilia e della Sardegna.

## Tassonomia
- Tribù Danaini
  - Sottotribù Danaina
    - Amauris
    - Danaus
    - Ideopsis
    - Parantica
    - Tiradelphe
    - Tirumala

  - Sottotribù Euploeina
    - Anetia
    - Archaeolycorea †
    - Euploea
    - Idea
    - Lycorea
    - Protoploea
- Tribù Ithomiini
  - Sottotribù   Dircennina
    - Callithomia
    - Ceratinia
    - Dircenna
    - Episcada
    - Haenschia
    - Hyalenna
    - Pteronymia

  - Sottotribù Godyridina
    - Brevioleria
    - Godyris
    - Greta
    - Heterosais
    - Hypoleria
    - Mcclungia
    - Placidula
    - Pseudoscada
    - Veladyris
    - Velamysta

  - Sottotribù   Ithomiina
    - Ithomia
    - Pagyris

  - Sottotribù   Mechanitina
    - Forbestra
    - Mechanitis
    - Methona
    - Paititia
    - Saia
    - Scada
    - Thyridia

  - Sottotribù   Melinaeina
    - Athesis
    - Athyrtis
    - Eutresis
    - Melinaea
    - Olyras
    - Patricia

  - Sottotribù   Napeogenina
    - Aremfoxia
    - Epityches
    - Hyalyris
    - Hypothyris
    - Napeogenes

  - Sottotribù   Oleriina
    - Hyposcada
    - Megoleria
    - Oleria

  - Sottotribù   Tithoreina.
    - Aeria
    - Elzunia
    - Tithorea
- Tribù Tellervini
  - Tellervo

### Alcune specie

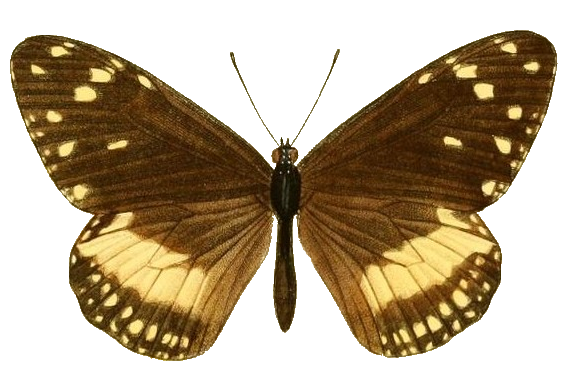
Amauris phoedon (Danaini)
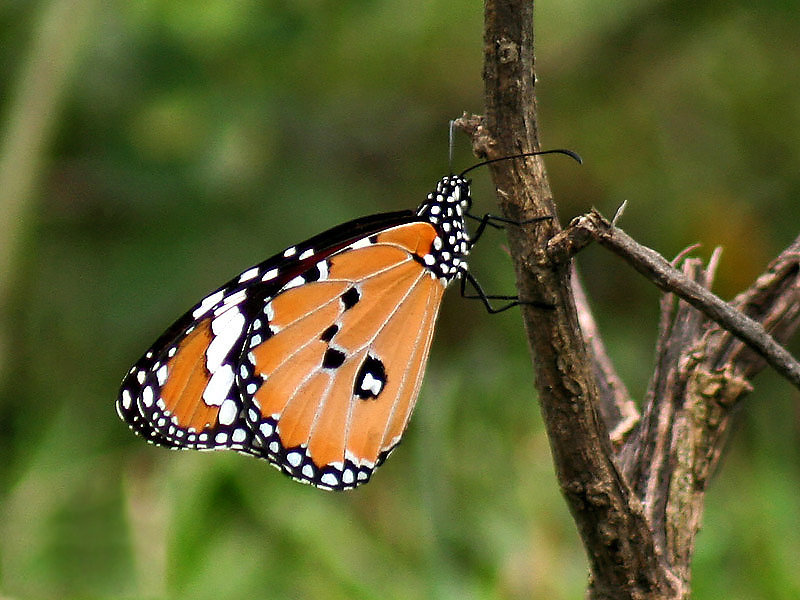
Danaus chrysippus (Danaini)
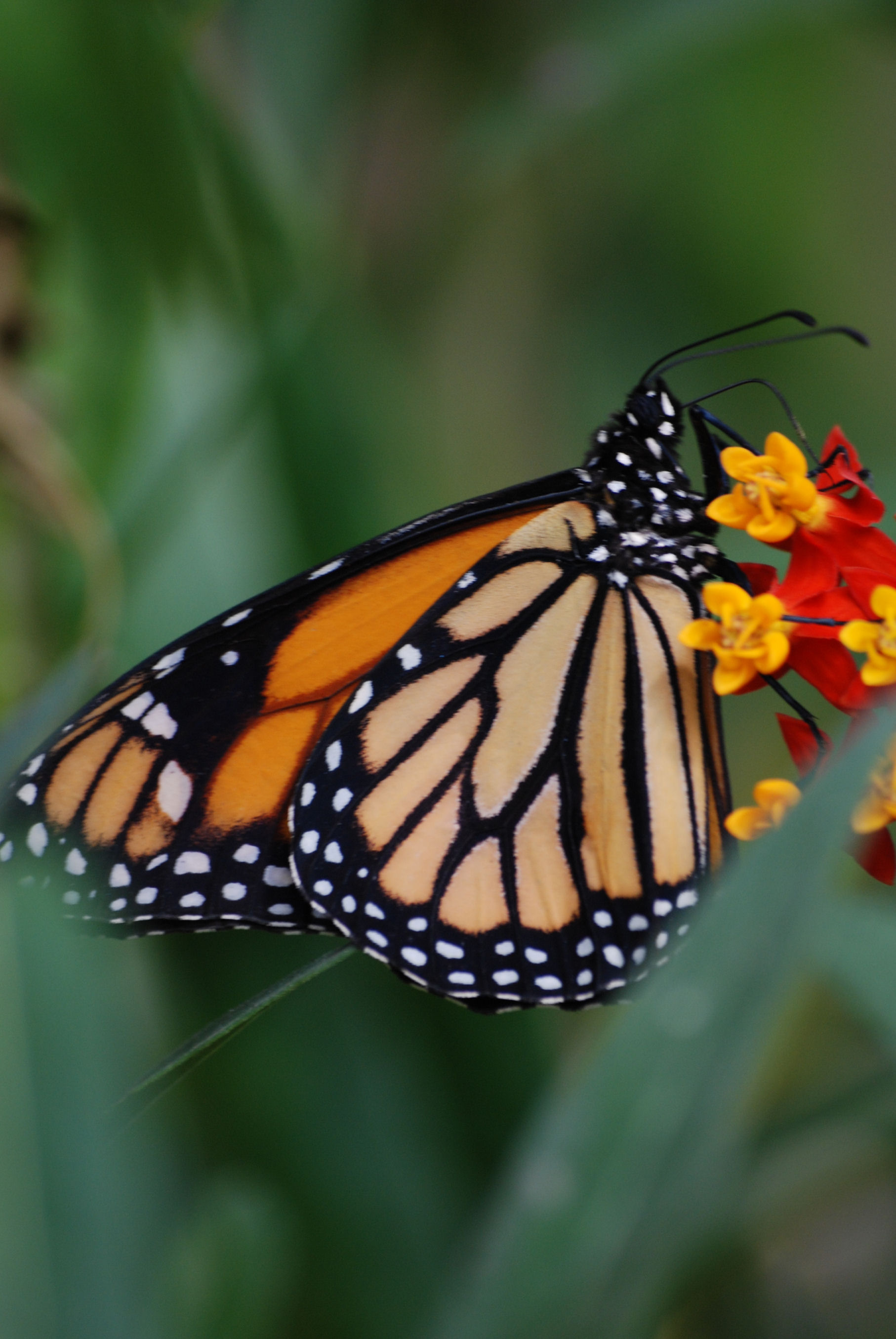
Danaus plexippus (Danaini)
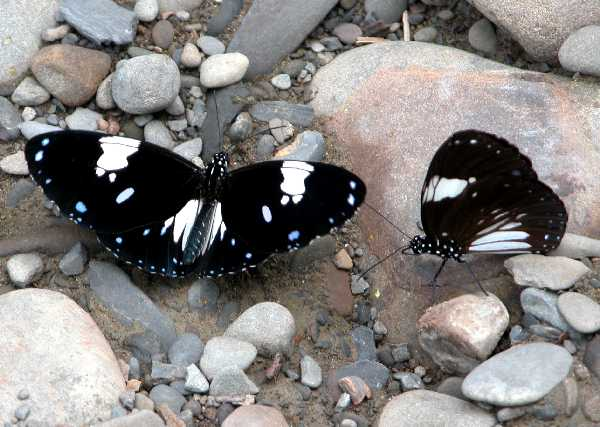
Euploea radamanthus (Danaini)
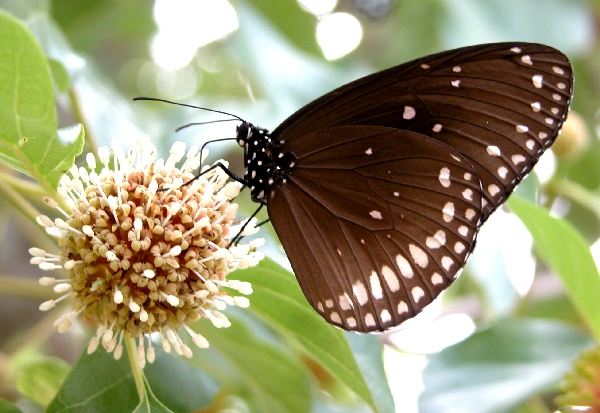
Euploea sylvester (Danaini)
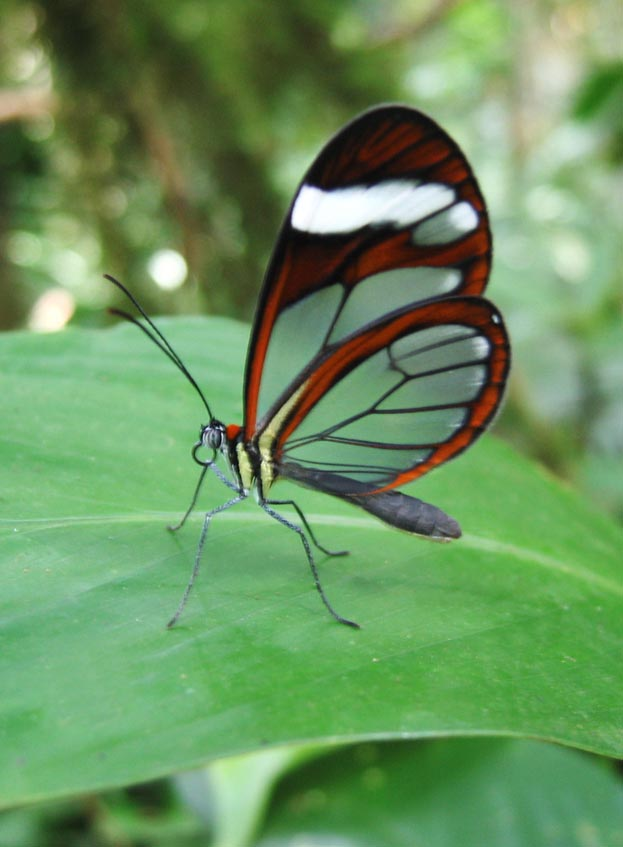
Greta morgane (Ithomiini)
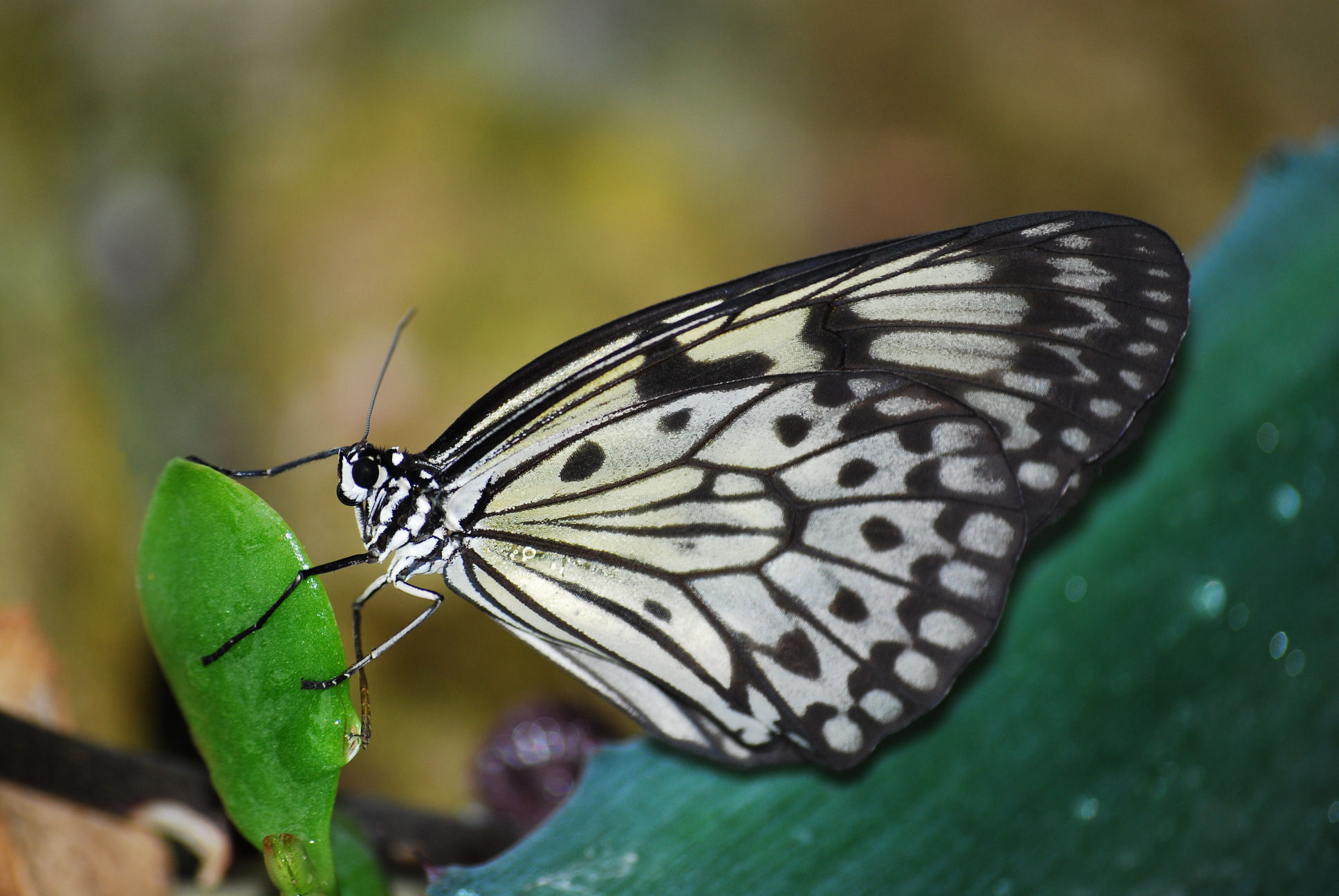
Idea leuconoe (Danaini)
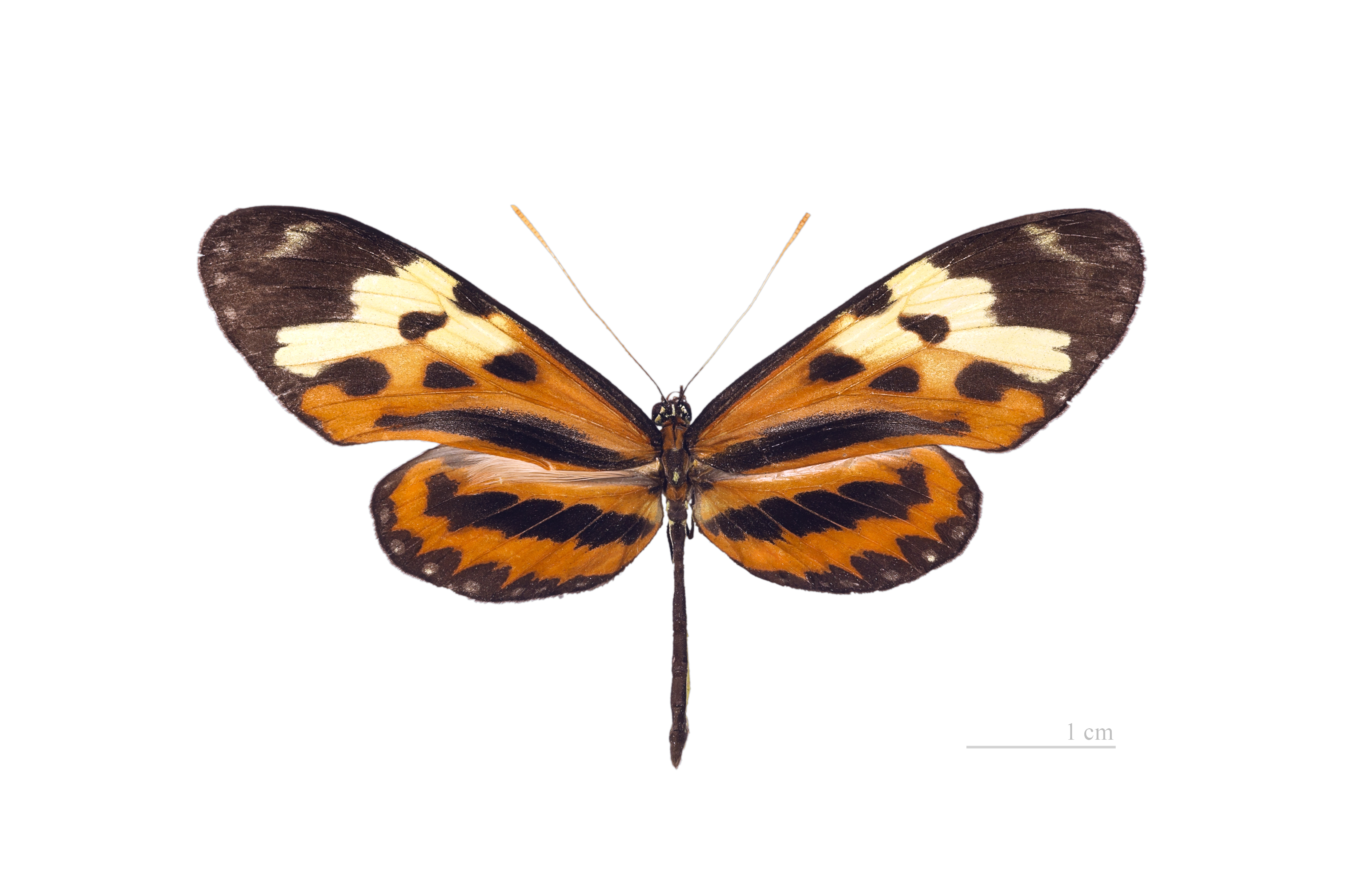
Mechanitis polymnia (Ithomiini)
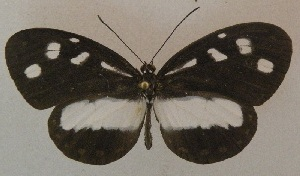
Tellervo nedusia (Tellervini)
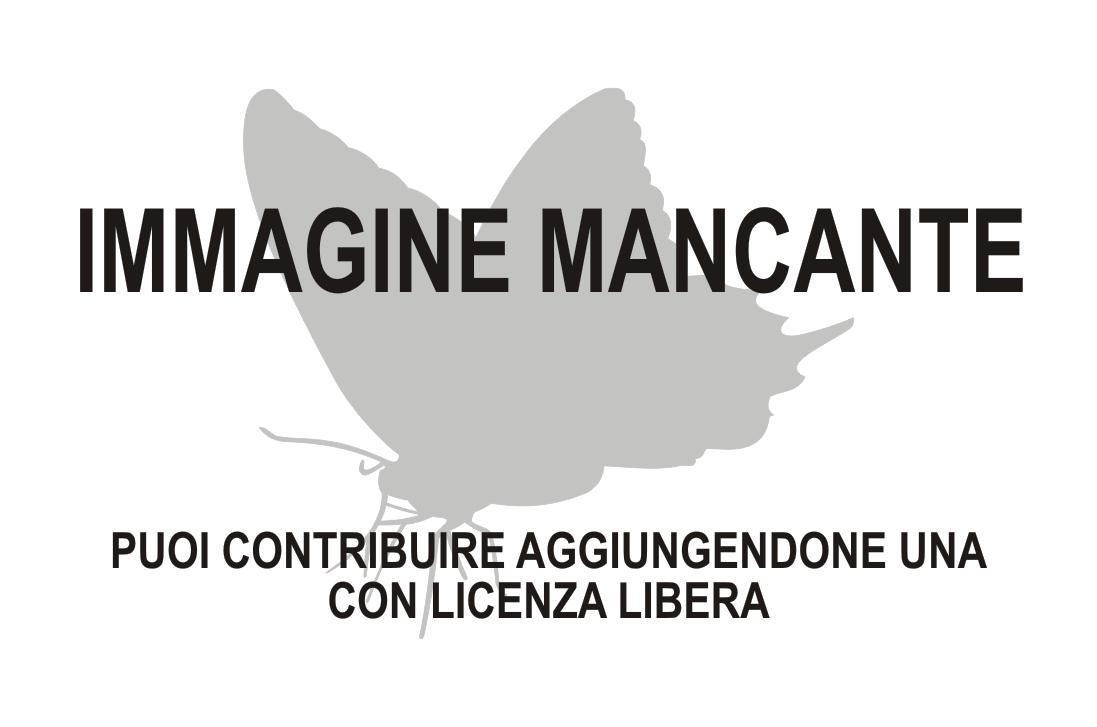
Tiradelphe schneideri (Danaini)
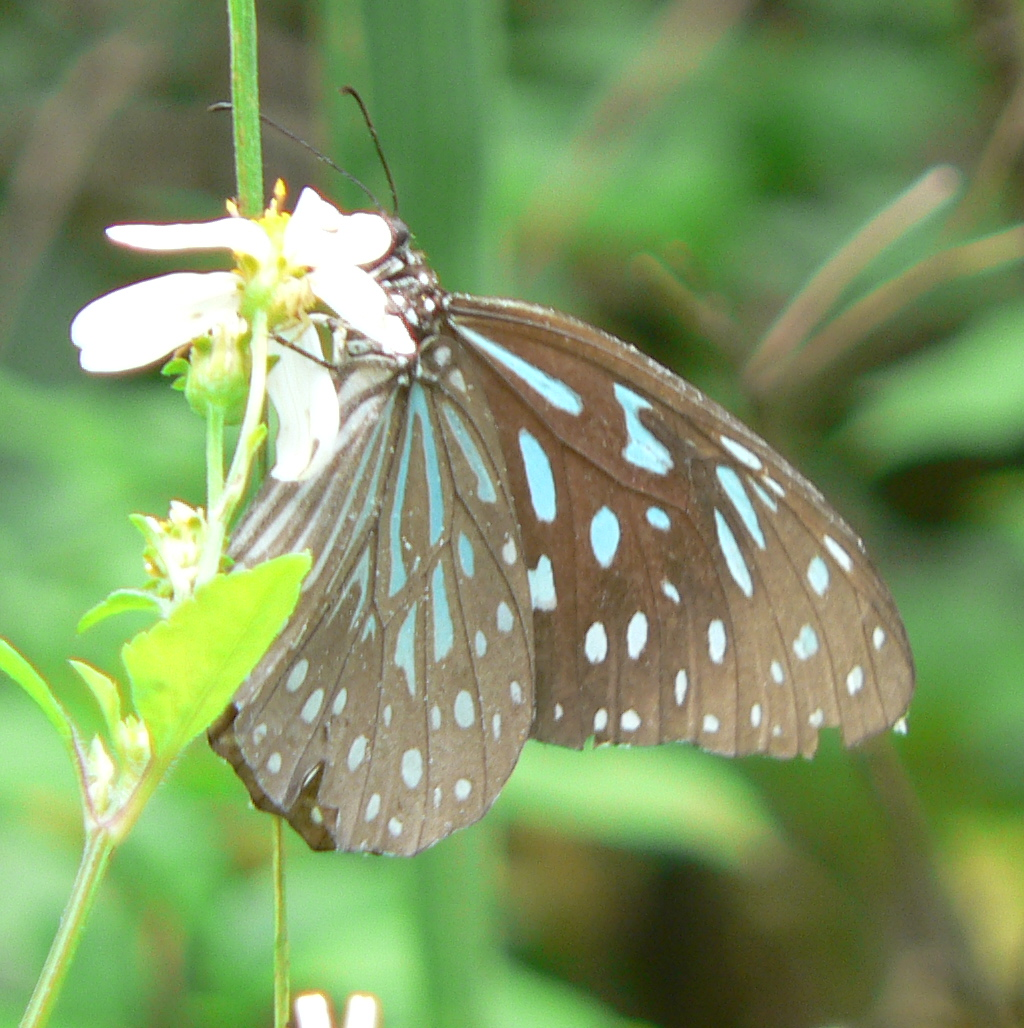
Tirumala limniace (Danaini)
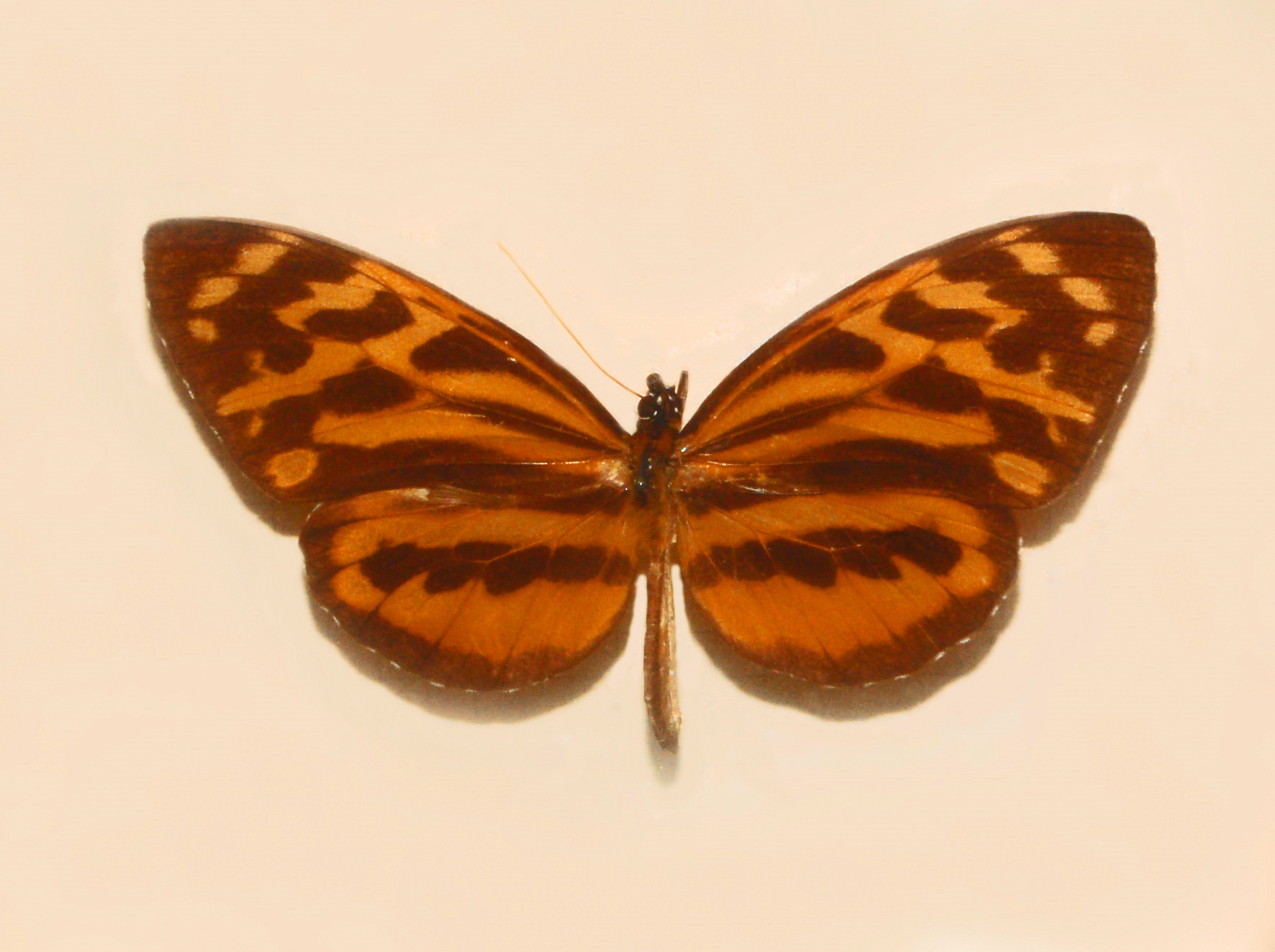
Tithorea harmonia (Ithomiini)